# Museo del futuro
Il museo del futuro (in arabo متحف المستقبل‎? ed in inglese Museum of the Future) è una struttura espositiva per idee, prodotti e servizi innovativi e futuristici. È situato nel distretto finanziario di Dubai, negli Emirati Arabi Uniti. 
L'apertura, inizialmente prevista per il dicembre del 2021, è stata posticipata al 22 febbraio 2022, data scelta anche visto il suo essere palindroma.

## Descrizione
Il museo promuove l'innovazione e lo sviluppo tecnologico, in particolar modo nel campo della robotica e dell'intelligenza artificiale.

## Architettura
La costruzione dell'edificio museale è iniziata tra il 2015 e il 2016.
Arroccato su una collina, il museo è ospitato all'interno di un edificio di forma ellittica caratterizzato da un vuoto al centro che rimanda all'occhio umano, simbolo della proiezione verso il futuro. Sulla superficie è presente una calligrafia araba ornamentale, che riporta i versi scritti dallo sceicco di Dubai, Mohammed bin Rashid Al Maktum. Il rivestimento dell'edificio è costituito da 1024 pannelli di acciaio inossidabile, a richiamare il numero di byte contenuti in un kilobyte, l'unita di base della memoria digitale di un computer.

## Mostre
In occasione del World Government Summit, il Museo del Futuro ha ospitato diverse mostre dalla sua inaugurazione nel 2016. Ciascuna delle mostre aveva un tema diverso incentrato sul ruolo della tecnologia nei diversi settori.

### Mechanic Life
Tenutasi nell'ottobre 2016, la mostra Mechanic Life ha esplorato l'idea di avere sofisticati robot in grado di comprendere le emozioni. Si è anche concentrato sull'intelligenza artificiale e sull'aumento umano.